# Mathias Biörenclou

Mathias Biörenclou.

Mathias Erici Arosenius Mylonius, adlad Biörenclou, född 26 december 1607 i Västerås, död 20 augusti 1671 i Stockholm, var en svensk professor och ämbetsman, diplomat, riksråd och kansliråd.

## Biografi
Mattias Ericis far Erik Mattson kom från Dalarna men flyttade innan äktenskapet ingicks till Nykvarn där han blev borgare och mjölnare. Moderns namn är Brita Jönsdotter. Han kallade sig först Arosenius efter sin födelsestad men sedermera Mylonius efter faderns yrke. Han studerade först vid gymnasiet i Västerås där han inför sin lärare Johannes Rudbeckius utmärkte sig. Det var hans lärare där som såg till att han fortsatte med akademiska studier, och han inskrevs vid universitetet i Uppsala 1627 där han studerade teologi och språk. Efter fyra års studier blev han lärare åt Magnus Gabriel De la Gardie, son till riksmarsken, och började under den tjänsten själv att studera politik. Politiken blev därefter det ämne han kände sig mest dragen åt.
Han var bara 30 år gammal när han utsågs till eloquentiæ professor i Uppsala. Bakom hans utnämning fanns Johannes Rudbeckius och Jacob De la Gardie, samt personer vid universitetet som vitsordade honom under en visitation som Axel Oxenstierna företog 1637. Redan året därefter företog Mylonius en utrikes studieresa, skötte sedan sitt ämbete till stor belåtenhet där han i synnerhet blev en uppskattad föreläsare varför han 1640 kallades av Oxenstierna till sekreterare i kungliga kansliet. Senare samma år gifte han sig med Margareta Wallenstedt, dotter till biskop Laurentius Olai Wallius.
Mylonius hade till en början problem med att finna den rätta ämbetsstilen i de brev han skulle författa och gjordes till ett sådant åtlöje vid hovet att han begärde att få återgå till Uppsala. Han fick då i uppdrag att skriva ett latinskt brev till kung Ludvig XIV vilket lästes upp av hans förre elev De la Gardie inför det kungliga rådet och vilket gav honom det anseende som krävdes för att han skulle orka vara kvar. 
1643 blev Mylonius legationssekreterare i Johan Oxenstiernas och Adler Salvius beskickning vid förhandlingarna inför westfaliska freden. I den egenskapen gjorde han sig tillräckligt bemärkt av sina överordnade och de utländska dignitärerna att han adlades 1646. Han antog då namnet Biörenklou. Året därefter introducerades han på Riddarhuset. Han fick åtta skattehemman i Södermanland som förläning. År 1648 sändes han till Münster som resident, och befann sig därefter huvudsakligen vid utländska beskickningar.
Han återkallades till Sverige 1650 som teolog i en statlig kommission och yttrade sig där emot konkordieformeln. Någon månad senare utsågs han till regeringsråd i det svenska hertigdömet Bremen, men han sändes till Wien och skulle aldrig besöka hertigdömet i fråga. I Wien fick han i uppdrag att utverka kejsar Ferdinand III:s investitur i de nya svenska besittningarna i Tyskland, och han kom att representera Sverige i riksdagen i Regensburg 1653. Han fick många viktiga uppdrag att representera Sveriges nya anspråk på land i Tyskland, och förhandlade med bland andra kardinal Mazarin, och deltog vid fredskongressen i Osnabrück.
I förmyndarstyrelsens råd blev Biörenklou den "starke mannen" mot de franskvänliga krafterna, och kom därmed plötsligt att gå i opposition mot sin förre gynnare De la Gardie. Han blev hovkansler 1661, samt riksråd och kansliråd 1664. Biörenklou var en av författarna till Blå boken. Han räknas som en av sin tids främste diplomater. Med sin hustru Margareta Wallenstedt fick Biörenklou ingen son som överlevde spädbarnsåren, men flera döttrar. Hans bror Erik Mylon, fortifikationsofficer, erhöll 1662 broderns adelskap och sköldebrev, men tog aldrig inträde vid Riddarhuset.